# Christopher G. Champlin
Christopher Grant Champlin, född 12 april 1768 i Newport, Rhode Island, död 18 mars 1840 i Newport, Rhode Island, var en amerikansk politiker (federalist). Han representerade delstaten Rhode Island i båda kamrarna av USA:s kongress, först i representanthuset 1797-1801 och sedan i senaten 1809-1811.
Champlin utexaminerades 1786 från Harvard. Han studerade sedan vidare i Saint-Omer i Frankrike.
Champlin efterträdde 1797 Francis Malbone som kongressledamot. Han var sedan verksam som handelsman efter två mandatperioder i representanthuset. Senator Malbone avled 1809 i ämbetet och efterträddes av Champlin. Han avgick 1811 och efterträddes av William Hunter.
Champlins grav finns på Common Burial Ground i Newport.